# Robert Bolt
Robert Oxton Bolt (Sale, 15 agosto 1924 – Petersfield, 21 febbraio 1995) è stato un drammaturgo e sceneggiatore britannico.
Vinse due Oscar alla migliore sceneggiatura non originale: il primo nel 1966 per Il dottor Živago e il secondo nel 1967 per Un uomo per tutte le stagioni, adattamento della sua omonima opera teatrale. Vinse, inoltre, tre Golden Globe per la migliore sceneggiatura, un Tony Award e due premi BAFTA.
Inoltre, dalla sceneggiatura di Mission, ha tratto l'omonimo romanzo, uscito in contemporanea al film. 

## Filmografia

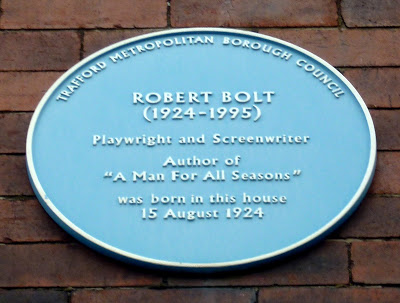
Targa commemorativa

- Lawrence d'Arabia (Lawrence of Arabia), regia di David Lean (1962)
- Il dottor Živago (Doctor Zhivago), regia di David Lean (1965)
- Un uomo per tutte le stagioni (A Man for All Seasons), regia di Fred Zinnemann (1966)
- La tenda rossa (Красная палатка), regia di Michail Konstantinovič Kalatozov (1969)
- La figlia di Ryan (Ryan's Daughter), regia di David Lean (1970)
- Peccato d'amore (Lady Caroline Lamb), regia di Robert Bolt (1972)
- Il Bounty (The Bounty), regia di Roger Donaldson (1984)
- Mission (The Mission), regia di Roland Joffé (1986)

### Televisione
- Un uomo per tutte le stagioni (A Man for All Seasons), regia di Charlton Heston – film TV (1988)

## Teatro
- La famiglia Cherry (Flowering Cherry), 1957
- La tigre e il cavallo (The Tiger and the Horse), 1960
- Un uomo per tutte le stagioni (A Man for All Seasons), 1960
- Gentle Jack, 1963
- Vivat! Vivat Regina!, 1970
- State of Revolution, 1977

## Riconoscimenti

### Premi cinematografici
- Premio Oscar
  - 1966 – Migliore sceneggiatura non originale per Il dottor Zivago
  - 1967 – Migliore sceneggiatura non originale per Un uomo per tutte le stagioni
- Golden Globe
  - 1966 – Migliore sceneggiatura per Il dottor Zivago
  - 1967 – Migliore sceneggiatura per Un uomo per tutte le stagioni
  - 1987 – Migliore sceneggiatura per Mission
- Premio BAFTA
  - 1963 – Migliore sceneggiatura britannica per Lawrence d'Arabia
  - 1968 – Migliore sceneggiatura britannica per Un uomo per tutte le stagioni
- New York Film Critics Circle Awards
  - 1966 – Migliore sceneggiatura per Un uomo per tutte le stagioni
- Evening Standard British Film Awards
  - 1986 – Migliore sceneggiatura per Mission

### Premi teatrali
- Tony Award
  - 1962 – Migliore opera teatrale per Un uomo per tutte le stagioni
  - 1972 – Candidatura Migliore opera teatrale perVivat! Vivat Regina!